# David Burtka
 Der er for få eller ingen kildehenvisninger i denne artikel, hvilket er et problem. Du kan hjælpe ved at angive troværdige kilder til de påstande, som fremføres i artiklen.

David Burtka (2. april 1975 i Dearborn, Michigan) er en amerikansk skuespiller og kok.

## Karriere
Han trænede skuespil på Plymouth-Salem High School. Han startede sin karriere i 1999. Han debuterede på Broadway med skuespillet Gypsy. Han var første gang på fjernsyn på tv-serien The West Wing 2002. Efter det var han gæstestjerne på Crossing Jordan. Derefter var han med i tv-serien How I Met Your Mother, hvor han spillede en af hovedpersonernes ekskæreste. Det var også på settet til How I Met Your Mother, Burtka mødte sin nuværende partner Neil Patrick Harris.
I 2009 satte Burtka skuespil-karrieren på pause. Han ville være kok. I sommeren 2009 dimitterede han fra Le Cordon Bleu College of Culinary Arts Pasadena og efter det startede han et catering firma, som hedder Gourmet M.D.

## Privatliv
I september 2007 ved Emmy Awards 2007 annoncerede de begge, at de var kærester. De annoncerede deres forlovelse i 2011. I 4. august 2010 annoncerede Neil Patrick Harris at ham og Burtka ventede tvillinger via en rugemor. Tvillingerne blev født den 12. oktober 2010. De blev navngivet Gideon Scott, en dreng, og Harper Grace, en pige.

## Skuespil
| Titel                              | Rolle        | År        |
| ---------------------------------- | ------------ | --------- |
| 24 Nights                          | Toby         | 1999      |
| Præsidentens mænd                  | Intern Bruce | 2002      |
| Crossing Jordan                    | Craig Heeley | 2005      |
| Open House                         | Husband      | 2007      |
| Worldly Possession                 | Andrew Bates | 2007      |
| Driving Under the Influence        | Nichols      | 2007      |
| Army Guy                           | Keith        | 2007      |
| CSI: New York                      | David King   | 2007      |
| A Very Harold & Kumar 3D Christmas | David Burtka | 2011      |
| Annie and the Gypsy                |              | 2012      |
| How I Met Your Mother              | Scooter      | 2006-2012 |
| Neil's Puppet Dreams               | David Burtka | 2012      |